# MADE IN JAPAN―わが体験的国際戦略
『MADE IN JAPAN―わが体験的国際戦略』（メイドインジャパン わがたいけんてきこくさいせんりゃく）は、ソニーの創業者の一人である盛田昭夫が、自社の創業・アメリカ、旧ソ連等への海外進出の苦労談・ソニー製品の優位性・独創性をつづった自伝書である。 

## 解説
尚元は英語版で、下村満子/E.M.ラインゴールドとの共著で、日本語に翻訳したのは下村満子となっている。
本書に挿入された写真には、盛田の幼少期から、1945年に海軍技術中尉だったころ、小型のトランジスタラジオ・TIME誌に自身がとりあげられた表紙、様々な賓客が同社工場を見学した際の様子などが掲載されている。